# Demi Lovato Summer Tour 2009
El Summer Tour 2009 fue la segunda gira de la cantante estadounidense Demi Lovato. Comenzó el 21 de junio de 2009 y finalizó el 21 de agosto de 2009. David Archuleta fue el invitado especial en casi todas las fechas. Como teloneros tuvo a KSM y Jordan Pruitt. En esta gira, Demi promocionó su álbum "Here We Go Again". Esta gira ganó el premio "Choice Summer Tour" en los premios Teen Choice Awards de 2009, el cual compartió con David Archuleta. Después de un año promocionó el "Demi Lovato South America Tour 2010" con las mismas canciones (menos Quiet y Got Dynamite), pero agregando "Can't Back Down".
Como acto de apoyo, Demi ha aprovechado a David Archuleta, quien se encuentra encabezando su propia gira el 10 de mayo. El "Sonny with a Chance" estrella estará acompañado por el subcampeón de 2008 "American Idol", a través de 24 de agosto. Demi dice que también se rumorea Nick Jonas novia Jordan Pruitt en el camino con ella. Ella también se rumorea que KSM grupo de lectura niña a su apoyo a la próxima gira, que está dirigido a promover su álbum debut "Don't Forget" y "Here We Go Again"
Antes de su gira que se inicia, Demi Lovato primero tiene que completar cuatro programadas presentaciones en vivo. Ella tiene que entretener al concierto en el Bamboozle Festival el 3 de mayo. Después de eso, ella tiene que viajar a Madrid, París y Londres para otras actuaciones.

## Antecedentes

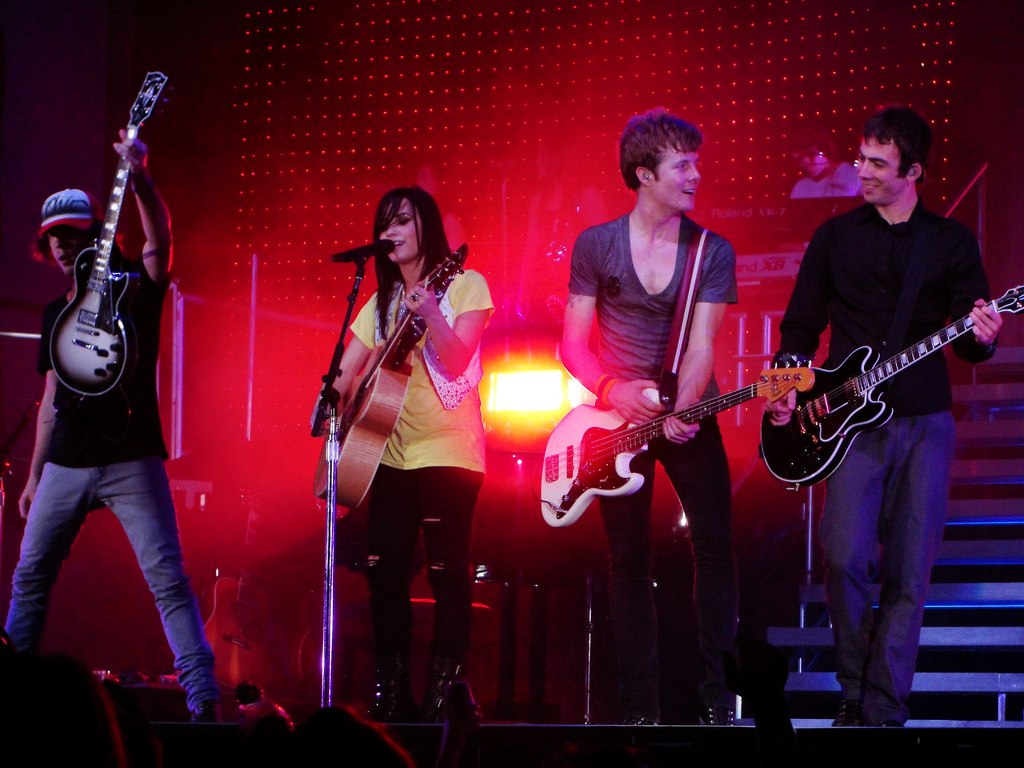
Demi Lovato interpretando "Catch Me"

Demi Lovato 'Summer Tour 2009 ", anunció el titular de 47 ciudades de la gira por Estados Unidos que dará inicio a 21 de junio en Hartford, Connecticut, Hollywood Records anuncio miércoles por la mañana
"Estoy muy entusiasmada con mi propia gira como cabeza de cartel. Me encanta la vida en la carretera. Estoy en una ciudad diferente cada noche y que nunca pasa de moda", dijo Lovato.
Los 16 años de edad, estrella de Disney, siempre que la apertura de los Jonas Brothers en su Burning Up Tour durante el verano de 2008. En la Temporada de American Idol, el finalista David Archuleta fue escogido para ser el acto de apertura de la gira. Los artistas Jordan Pruitt y KSM también aparecerán en ciertas fechas durante todo el recorrido. Nuevo programa de televisión que se llama Lovato Sonny With a Chance debutó el 8 de febrero. El espectáculo es un "pez fuera del agua", comedia en la que interpreta a una adolescente que se muda de Wisconsin a Los Ángeles cuando ella emitidos en su programa favorito de comedia para niños y preadolescentes.
Lovato jugando como "Mitchie Torres", una talentosa cantante adolescente que quiere convertirse en una estrella del pop, en el musical hecha para la televisión, Camp Rock, con los Jonas Brothers.
La artista del sello "Hollywood Records" y estrella de Disney Channel Demi Lovato anunció su primer Tour como Headline Artist, con invitados especiales como David Archuleta (de American Idol), como así también fechas especiales con Jordan Pruitt y KSM.
Este Tour comienza el 21 de junio y abarcara 43 ciudades de Los Estados Unidos. “Siempre soñé con encabezar un tour, y estoy feliz al ver que mi sueño se convierte en realidad" dijo Demi Lovato.
“Realmente estoy deseosa de ver a todos mis increíbles fans, y mostrar mi nueva música”. Lovato participó del tour (lleno cada fecha) "Burnin' Up" de los Jonas Brothers durante el año 2008, y también se les aunó en la gira Iberoamericana. Demi entró en el line-up del Bamboozle en Nueva Jersey el 3 de mayo, show en donde también se presentarán No Doubt y Sum 41.
El año 2008 fue un remolino de acontecimientos para Demi Lovato, comenzando con el debut de su primera Película Original de Disney Channel, “ Camp Rock,” para luego continuar con el lanzamiento de su álbum debut “Don’t Forget,” un tour nacional, y con una serie de Disney a protagonizar “Sonny With A Chance.” Demi también co-protagonizará junto a Selena Gomez la próxima película de Disney Channel “Princess Protection Program”.
Reciente es el lanzamiento de la versión Deluxe de "Don't Forget" (su álbum debut) ya disponible en nuestro país, la cual incluye 2 nuevos bonus tracks y un DVD con videos musicales, Detrás de escenas, entrevistas a la artistas, show de fotos.
Demi tocó la semana pasada en el show de la ABC "Dancing with the Stars", y va a hacer una presentación en el show de Ellen. Demi vendió más de 1.100.000 descargas de sus singles, “Get Back,” “La La Land” el sencillo actual en nuestro país y “Don't Forget”

## Sinopsis del Concierto

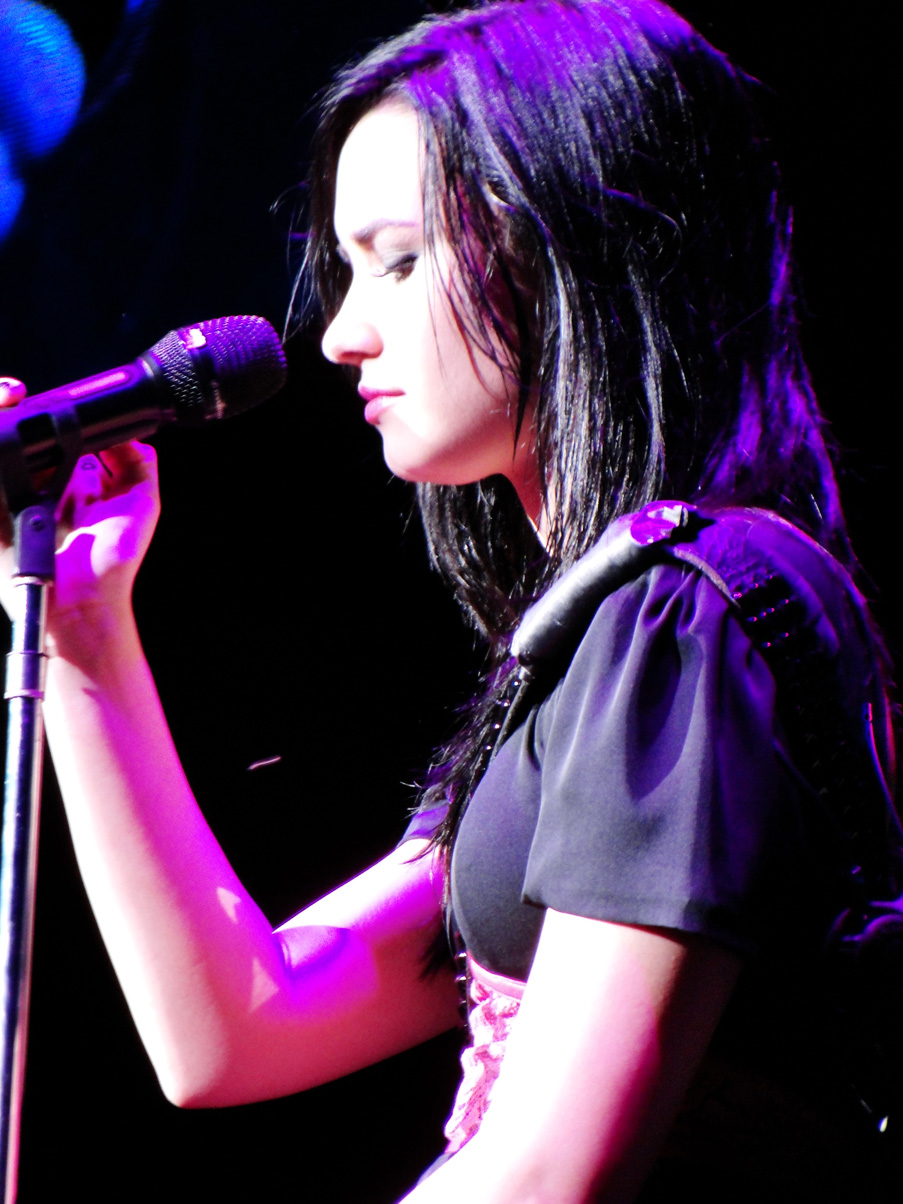
Demi Lovato interpretando "Don't Forget"

"Demi Lovato" sale de la parte trasera del escenario interpretando "La La Land", sale en un ascensor, durante de un largo rato interpreta "So Far So Great" con la misma ropa, después de interpretar "Quiet" y las demás canciones, Lovato se dirijo a cambiar de ropa para interpretar "Don't Forget y "Get Back" después de terminar este concierto Lovato se va por el ascensor trasero del Escenario.La estrella de 16 años de edad, de Disney Channel Sonny con una oportunidad y Camp Rock se Verano titular Tour 2009, Hollywood Records anunció la mañana del miércoles. Los 47 de la ciudad gira por Estados Unidos, se inicia el 21 de junio en Hartford, Connecticut
"Estoy muy entusiasmada con mi propia gira como cabeza de cartel. Me encanta la vida en la carretera. Estoy en una ciudad diferente cada noche y que nunca pasa de moda", Lovato dijo a PEOPLE.
El verano pasado, Demi, quien se encuentra en el estudio de grabación de su segundo álbum en solitario, salió a la carretera con sus co-estrellas de Camp Rock de los Jonas Brothers. Esta vez la temporada de American Idol siete finalista David Archuleta se Lovato acto de apertura. Musical artistas Jordan Pruitt y KSM también aparecerá en ciertas fechas durante todo el verano.
Los boletos salgan a la venta al público 25 de abril con un especial de pre-venta que ofrece a Lovato. Demi Lovato y David Archuleta está previsto que llegue a la carretera juntos este verano. David, American Idol 7 subcampeón, y Demi, la estrella de Disney, Sonny With A Chance, se han unido para una gira de 47 ciudades de América del Norte, que comienza en Hartford, Connecticut, el 21 de junio y concluye en Mánchester, New Hampshire el 24 de agosto.
Entradas para el Summer Tour de Demi Lovato (Con David Archuleta) salgan a la venta 25 de abril.
He aquí un vistazo Demi y fechas de David

## Desarrollo

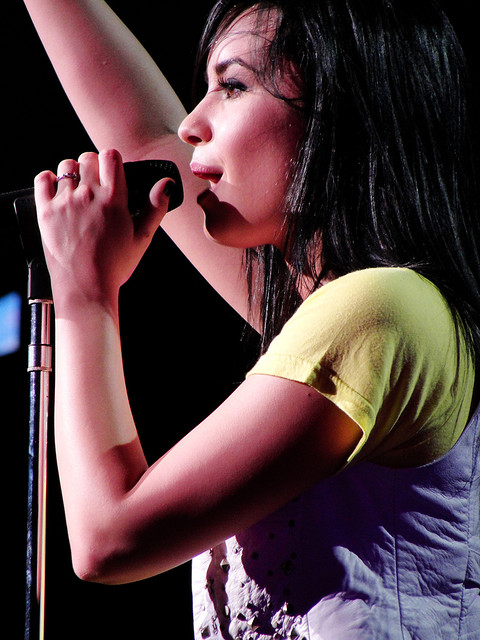
Lovato interpretando "Here We Go Again" on the "Summer Tour"

Demi Lovato empezó la gira en 21 de junio de 2009 en Hartford, Connecticut
"la grabación y la estrella de Disney Channel Demi Lovato anunció su gira primer titular hoy, con invitados especiales como David Archuleta, así como seleccionar las fechas con Jordan Pruitt y KSM. Que los boletos salgan a la venta el 25 de abril con un especial de pre-venta que ofrece a club de fanes de Demi Lovato, que comenzó ayer, 21 de abril, en www.DemiLovato.com / Club de Fanes. La visita de la ciudad 43 tiros el 21 de junio en Hartford, CT en XL, y es producido por AEG Live. Los patrocinadores de la gira incluyen a AT&T y Choice Hotels.
"Siempre he soñado con mi propia gira como cabeza de cartel, y es tan emocionante tener ese sueño hecho realidad", dice Demi Lovato. "Estoy deseando ver a todos mis fans increíbles y de apoyo, y tocar música nueva para ellos." Lovato antes de la gira se agotaron los Jonas Brothers "Burnin 'Up" gira en 2008, y se unirá a ellos para el tramo sudamericano de su gira esta primavera. Demi también se ha añadido a la gama de Bamboozle 3 de mayo en E. Rutherford, NJ, que también cuenta con No Doubt y Sum 41.
El año pasado ha sido un torbellino de Demi Lovato, comenzando con el debut de su primera película de Disney Channel, seguido de "Camp Rock", el pasado junio, por el debut # 2 de su primer CD, "Don't Forget", una gira nacional, y protagonista de la exitosa serie de Disney Channel "Sonny With A Chance". Demi también co-estrellas con Selena Gomez en la próxima película de Disney Channel "Princess Protection Program".
Demi Lovato lanzó una edición de lujo de "Don't Forget" la semana pasada, que incluye dos canciones adicionales nuevas y un DVD con videos musicales, imágenes en vivo y exclusivo detrás de cámaras. Demi realizado en el exitoso programa de ABC "Dancing with the Stars", la semana pasada, y llevar a cabo será su nuevo single "Don't Forget" Ellen en la actualidad. Demi ya ha vendido más de 1.100.000 descargas digitales de sus tres primeros singles, "Get Back", "La La Land" y "Don't Forget". El multi-talentoso Lovato también está trabajando en nuevo material para su segundo álbum en solitario, debido en julio.
David Archuleta, el segundo lugar en la 7 ª temporada de "American Idol", es oriundo de Murray, Utah, un pueblo a las afueras de Salt Lake City. Él vino a la atención nacional e capturado los corazones y la imaginación de una nación con las actuaciones muestran varias de parada en "American Idol". Debut de David Archuleta ha sido certificado oro con más de 500.000 discos vendidos desde su lanzamiento 11 2008. Las tres fechas subrayadas fueron canceladas y después reubicadas en la gira de Demi "The Fall Tour 2009".

## Información de canciones
"La La Land":fue la canción de apertura del Show.donde Lovato podía expresar lo que sentía, después de pocos segundo Lovato se sienta a tocar el Piano, cuando termina de cantar esta canción saluda al público, después canta "So Far So Great" donde hace un tipo de baile en toda la canción después de que termina esta canción interpreta "U Got Nothin' On Me" donde canta en un puro lugar del escenario, en la pasarela, después de que termina la canción empieza con la canción "Got Dynamite" donde en el principio hace un baile con algunos bailarines, ya cantada esta canción interpreta "Quiet" donde se queda en un lugar del escenario donde usa una Guitarra eléctrica, Interpretada "Party" toca la canción "Trainwreck" donde no sale del piano en toda la canción, después canta "Catch Me" donde tampoco se mueve del escenario, tocando la Guitarra Acústica, después interpreta "This Is Me" donde saca a personas de público (o con su hermana Madison De La Garza)después interpreta "Until You're Mine" y "Solo", después "Stop The World" y "Two Worlds Collide" con una guitarra electroacústica (la misma en la que usa en "Catch Me") después interpreta "Behind Enemy Lines" donde en el principio de la canción se queda en la parte trasera del escenario junto a las corista, You Make Me Feel Like A Natural Woman, Everytime You Lie, Remember December y Here We Go Again se interpretan después de "Behind Enemy Lines", después 2 canciones opcionales "Don't Forget" y "Get Back", después de que termina "Get Back" baja por el ascensor nuevamente.

## Lista de canciones
1. La La Land
2. So Far So Great
3. Gonna Get Cauht
4. U Got Nothin' On Me
5. Got Dynamite
6. Quiet
7. Party
8. Trainwreck
9. Falling Over Me
10. This Is Me (con personas del público)
11. Until You're Mine
12. Solo
13. Stop the World
14. Two World Collide
15. Behind Enemy Lines
16. You Make Me Feel Like A Natural Woman (versionando a Aretha Franklin)
17. Everytime you Lie
18. Remember December
19. Here We Go Again

Opcionales
1. Don't Forget
2. Get Back

1. Touch My Hand
2. Waiting For Yesterday
3. My Hands
4. Somebody Out There
5. Works For Me
6. A Little Too Not Over You
7. Don't Let Go
8. Barriers
9. Apologize (versionando a OneRepublic)
10. Zero Gravity
11. Crush

1. I Want You to Want Me
2. Saturdays and Sundays
3. Don't Rain on My Parade
4. Distracted
5. Read Between The Lines

1. Jump to the Rhythm
2. Don't Lose Yourself
3. Outside Looking In
4. My Shoes
5. One Love

## Fechas de la gira
| Fecha                | Ciudad          | País           | Lugar                          |
| -------------------- | --------------- | -------------- | ------------------------------ |
| 21 de junio de 2009  | Hartford        | Estados Unidos | XL Center                      |
| 22 de junio de 2009  | Wilkes-Barre    | Estados Unidos | Wachovia Arena                 |
| 24 de junio de 2009  | Uniondale       | Estados Unidos | Nassau Coliseum                |
| 25 de junio de 2009  | Newark          | Estados Unidos | Prudential Center              |
| 26 de junio de 2009  | Boston          | Estados Unidos | Agganis Arena                  |
| 27 de junio de 2009  | Filadelfia      | Estados Unidos | Mann Music Theater             |
| 29 de junio de 2009  | Duluth          | Estados Unidos | The Arena                      |
| 1 de julio de 2009   | Lafayette       | Estados Unidos | Cajundome                      |
| 2 de julio de 2009   | Little Rock     | Estados Unidos | Verizon Arena                  |
| 3 de julio de 2009   | Houston         | Estados Unidos | Reliant Arena                  |
| 5 de julio de 2009   | Grand Prairie   | Estados Unidos | Nokia Theatre at Grand Prairie |
| 6 de julio de 2009   | Tulsa           | Estados Unidos | BOK Center                     |
| 9 de julio de 2009   | Glendale        | Estados Unidos | Jobing.com Arena               |
| 10 de julio de 2009  | Fresno          | Estados Unidos | Save Mart Center               |
| 11 de julio de 2009  | San José        | Estados Unidos | SJ Events Center               |
| 13 de julio de 2009  | Portland        | Estados Unidos | Rose Garden                    |
| 14 de julio de 2009  | Seattle         | Estados Unidos | WaMu Theater                   |
| 16 de julio de 2009  | Sacramento      | Estados Unidos | ARCO Arena                     |
| 17 de julio de 2009  | Los Ángeles     | Estados Unidos | Nokia Theatre                  |
| 19 de julio de 2009  | Las Vegas       | Estados Unidos | Orleans Arena                  |
| 20 de julio de 2009  | Denver          | Estados Unidos | Wells Fargo Theater            |
| 22 de julio de 2009  | Kansas City     | Estados Unidos | Sprint Center                  |
| 24 de julio de 2009  | Chicago         | Estados Unidos | Allstate Arena                 |
| 25 de julio de 2009  | Cincinnati      | Estados Unidos | US Bank Arena                  |
| 27 de julio de 2009  | Cleveland       | Estados Unidos | Wolstein Center                |
| 28 de julio de 2009  | Pittsburgh      | Estados Unidos | Byome                          |
| 29 de julio de 2009  | Greensboro      | Estados Unidos | Greensboro Coliseum            |
| 31 de julio de 2009  | Tampa           | Estados Unidos | St. Pete Times Forum           |
| 1 de agosto de 2009  | Fort Lauderdale | Estados Unidos | BankAtlantic Center            |
| 2 de agosto de 2009  | Orlando         | Estados Unidos | Amway Arena                    |
| 4 de agosto de 2009  | Greenville      | Estados Unidos | Bi-Lo Center                   |
| 5 de agosto de 2009  | Louisville      | Estados Unidos | Broadbent Arena                |
| 6 de agosto de 2009  | Columbus        | Estados Unidos | Ohio State Fair                |
| 8 de agosto de 2009  | Minneapolis     | Estados Unidos | Target Center                  |
| 9 de agosto de 2009  | West Allis      | Estados Unidos | Wisconsin State Fair           |
| 10 de agosto de 2009 | Indianápolis    | Estados Unidos | Indiana State Fair             |
| 12 de agosto de 2009 | Nashville       | Estados Unidos | Sommet Center                  |
| 13 de agosto de 2009 | San Luis        | Estados Unidos | Chaifetz Arena                 |
| 14 de agosto de 2009 | Moline          | Estados Unidos | iWireless Center               |
| 15 de agosto de 2009 | Omaha           | Estados Unidos | Qwest Center                   |
| 17 de agosto de 2009 | Grand Rapids    | Estados Unidos | Van Andel Arena                |
| 18 de agosto de 2009 | Clarkston       | Estados Unidos | DTE Energy Music Theater       |
| 20 de agosto de 2009 | Fairfax         | Estados Unidos | Patriot Center                 |
| 21 de agosto de 2009 | Hershey         | Estados Unidos | Star Pavilion                  |

- - Las tres fechas subrayadas fueron canceladas y después reubicadas en la gira de Demi "The Fall Tour 2009".

## Recaudaciones
| Lugar                                    | Ciudad            | Entradas vendidas / Disponibles | Ingresos (en dólares) |
| ---------------------------------------- | ----------------- | ------------------------------- | --------------------- |
| Nassau Coliseum                          | Uniondale         | 8 038 / 8 101 (99%)             | 381.055 US$           |
| Teatro Nokia L.A.                        | Los Ángeles       | 6 090 / 6 096 (99%)             | 302.077 US$           |
| BankAtlantic Center                      | Fourt Lauderdale  | 5 919 / 6 557 (89%)             | 299.123 US$           |
| Prudential Center                        | Newark            | 6 045 / 6 459 (96%)             | 381.448 US$           |
| Allstate Arena                           | Rosemont          | 5 908 / 6 022 (99%)             | 376.260 US$           |
| Amway Arena                              | Orlando           | 5 431 / 5 609 (98%)             | 220.598 US$           |
| DTE Energy Music Center                  | Clarkston         | 4 840 / 5 785 (92%)             | 213.517 US$           |
| Patriot Center                           | Fairfax           | 6 129 / 6 517 (93%)             | 311.120 US$           |
| XL Center                                | Hartford          | 4 938 / 5 102 (94%)             | 392.065 US$           |
| Reliant Arena                            | Houston           | 5 550 / 5 631 (98%)             | 461.700 US$           |
| Arena at Gwinnett Center                 | Duluth            | 4 329 / 4 744 (96%)             | 160.893 US$           |
| The Cajundome                            | Lafayette         | 3 998 / 4 186 (98%)             | 355.451 US$           |
| NOKIA Theatre Grand Prairie              | Gran Pairie       | 5 416 / 6 001 (92%)             | 151.648 US$           |
| Target Center                            | Minneápolis       | 4 913 / 5 112 (98%)             | 244.752 US$           |
| Save Mart Center                         | Fresno            | 3 671 / 3 788 (97%)             | 132.811 US$           |
| Arco Arena                               | Sacramento        | 3 275 / 3 344 (96%)             | 128.781 US$           |
| Qwest Center                             | Omaha             | 4 596 / 5 022 (91%)             | 327.468 US$           |
| Iwireless Center                         | Moline            | 3 862 / 4 116 (93%)             | 326.393 US$           |
| Bi-Lo Center                             | Greenville        | 3 274 / 3 943 (94%)             | 126.157 US$           |
| Event Center Arena                       | San José          | 3 408 / 3 718 (95%)             | 324.859 US$           |
| Jobing.com Arena                         | Glendale          | 4 989 / 5 111 (94%)             | 324.482 US$           |
| Greensboro Coliseum                      | Greensboro        | 3 178 / 3 552 (95%)             | 123.850 US$           |
| Teatro Wells Fargo                       | Denver            | 3 601 / 3 986 (97%)             | 320.188 US$           |
| Wachovia Arena                           | Wilkes-Barre      | 4 113 / 4 497 (95%)             | 315.499 US$           |
| Mann Center for the Performing Arts      | Filadelfia        | 4 382 / 4 382 (100%)            | 114.358 US$           |
| U.S. Bank Arena                          | Cincinnati        | 4 780 / 4 780 (100%)            | 312.576 US$           |
| Verizon Arena                            | North Little Rock | 4 545/ 4 545(100%)              | 408.778 US$           |
| Sprint Center                            | Kansas City       | 4 355 / 4 355 (100%)            | 406.744 US$           |
| WaMu Theater at Qwest Field Event Center | Seattle           | 2 841 / 2 841 (91%)             | 306.724 US$           |
| Wolstein Center                          | Cleveland         | 4 124 / 4 124 (100%)            | 102.059 US$           |
| Sommet Center                            | Nashville         | 4 724 / 4 724 (100%)            | 401.026 US$           |
| BOK Center                               | Tulsa             | 3 840 / 4 198 (95%)             | 206.581 US$           |
| Chaifetz Arena                           | San Luis          | 3 493 / 3 493 (100%)            | 265.699 US$           |
| TOTAL                                    | TOTAL             | 157.733/160.441(96%)            | 11.316.740US$         |

## Premios
| Año  | Premios             | Categoría  | Trabajo                      | Resultado |
| ---- | ------------------- | ---------- | ---------------------------- | --------- |
| 2009 | Premios Teen Choice | Mejor Tour | Demi Lovato Summer Tour 2009 | Nominada  |